# Olaf Freese
Olaf Freese (geboren 1968 in Berlin) ist ein deutscher Lichtdesigner, der überwiegend für Opernproduktionen arbeitet.

## Leben und Werk
Freese erhielt seine technische Ausbildung am Berliner Ensemble. Nach Lichtassistenzen bei Markus Bönzli und Reinhard Traub gestaltet er seit 1992 das Licht für verschiedene deutschsprachige Theater – wie Hamburger Schauspielhaus, Residenztheater München und Wiener Burgtheater. Weiters war er am Staatstheater Hannover (sowohl im Schauspiel, als auch in der Oper), an der Hamburgischen Staatsoper und am Aalto-Theater in Essen tätig. Freese arbeitete dabei mit namhaften Regisseuren – wie Anselm Weber, Nikolaus Lehnhoff und Joachim Schlömer – zusammen. 
1999 debütierte er bei den Salzburger Festspielen im Rahmen von Luk Percevals Monumentalproduktion Schlachten! auf der Pernerinsel. 2001 kehrte er für Calixto Bieitos Inszenierung von Verdis Macbeth nach Salzburg zurück, 2007 für Falk Richters Freischütz-Produktion und 2013 für Stefan Herheims Inszenierung von Wagners Meistersinger von Nürnberg.
Ab der Spielzeit 2003–04 war Freese fest am Deutschen Theater Berlin engagiert und zeichnete hier u. a. für das Licht in Faust I und II in der Regie von Michael Thalheimer und Die Perser, inszeniert von Dimiter Gotscheff, verantwortlich. Im Herbst 2007 wechselte Freese an die Staatsoper Unter den Linden in Berlin. Zu seinen dortigen Produktionen zählen Un ballo in maschera in der Regie von Jossi Wieler und Sergio Morabito, sowie Hans Werner Henzes Phaedra, inszeniert von Peter Mussbach in einem Bühnenbild von Olafur Eliasson. Seit September 2022 arbeitet er an der Komischen Oper Berlin. 
2015 kehrte Freese nach Salzburg zurück, um die Claus-Guth-Inszenierung von Beethovens Fidelio auszuleuchten. 2018 wird er bei Salzburger Festspielen Die Zauberflöte ausleuchten.